# Florești (Prahova)
Florești es una comuna ubicada en el distrito de Prahova, Rumania.

## Superficie
Posee una superficie de 29,63 kilómetros cuadrados.

## Demografía
Hasta 2021 la población era de 6891 habitantes, con una densidad de población de 232,6 habitantes por kilómetro cuadrado.